# M/Y Graziella
M/Y Graziella är en fritidsmotorbåt, som ritades av Carl Gustaf Pettersson och byggdes 1932 på Fröbergs varv i Lidingö.
M/Y Graziella beställdes av byggmästaren Georg Hesselman i Stockholm, bror till motorkonstruktören Jonas Hesselman.
Hon är k-märkt av Sjöhistoriska museet i Stockholm.

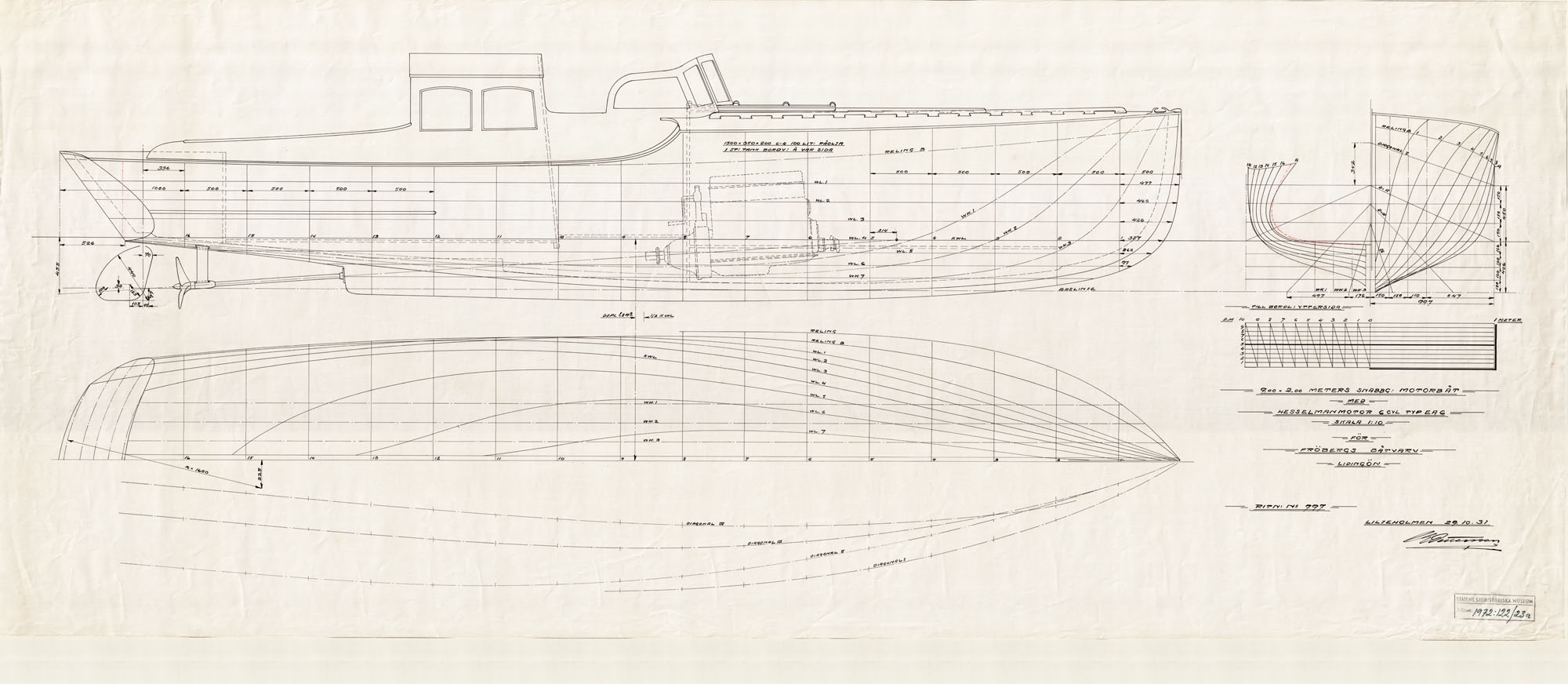
M/Y Graziella, ritning